# За лебединой стаей облаков
«За лебединой стаей облаков» (латыш. Kā gulbji balti padebeši iet) — советский чёрно-белый художественный фильм, снятый в 1956 году режиссёром Павлом Армандом на Рижской киностудии. Посвящён латышскому революционеру Яну Фабрициусу.
Премьера фильма состоялась 8 августа 1957 года в Москве.

## Сюжет
Мартин, сын лесника, поступает в рижскую гимназию. Там он знакомится с сельскими односельчанами: Евой, Даце и Альбертом. Мартин увлекается революционным движением и помогает распространять нелегальную литературу. Даце сталкивается с трудностями, когда её исключают из гимназии после исполнения революционной песни «За лебединой стаей облаков», но вскоре она находит путь в оперный театр.
Ева и Альберт поступают на работу в дежурной фабрике. Мартин служит в царской армии и оказывается в центре рабочего восстания в Риге. Когда его полк направляют против забастовщиков, он призывает солдат не стрелять, но Ева погибает у него на руках, и его арестовывают власти.
Перед отправкой на каторгу, он женится на Даце, которая становится его верной помощницей в борьбе за революцию.

## В ролях
| Актёр               | Роль              |
| ------------------- | ----------------- |
| Валдемарс Зандбергс | Мартин            |
| Вия Артмане         | Даце              |
| Янис Кубилис        | Альберт           |
| Карп Клетниекс      | врач              |
| Астрида Гулбе       | Ева               |
| Юрис Леяскалнс      | Жан               |
| Зигрида Стунгуре    | Марта             |
| Лидия Фреймане      | Катрина           |
| Аустра Балдоне      | госпожа Калнынь   |
| Янис Осис           | Свикке            |
| Петерис Цепурниекc  | Путитыс           |
| Артурс Димитерс     | Вальтер фон Рекке |

### Роли дублировали
| Актёр                 | Роль              |
| --------------------- | ----------------- |
| Виктор Рождественский | Мартин            |
| Данута Столярская     | Даце              |
| Николай Александрович | Альберт           |
| Сергей Курилов        | врач              |
| Клавдия Козлёнкова    | Ева               |
| Юрий Саранцев         | Жан               |
| Галина Ильина         | Марта             |
| Вера Дихтяр           | Катрина           |
| Анна Троицкая         | госпожа Калнынь   |
| Степан Бубнов         | Свикке            |
| В. Михайлов           | Путитыс           |
| Константин Карельских | Вальтер фон Рекке |

## Фестивали и награды
- I Всесоюзный кинофестиваль в Москве—1958[2]:
  - Третья премия фильму «За лебединой стаей облаков»
  - Вторая премия Семёну Нагорному и Юлию Ванагсу за сценарий